# Ясна Поляна (Каховський район)
Ясна Поля́на — село в Україні, у Горностаївській селищній громаді Каховського району Херсонської області. Населення становить 70 осіб.

## Історія
У лютому 2022 року село тимчасово окуповане російськими військами під час російсько-української війни.

## Населення
Згідно з переписом УРСР 1989 року чисельність наявного населення села становила 80 осіб, з яких 35 чоловіків та 45 жінок.
За переписом населення України 2001 року в селі мешкали 73 особи.

### Мова
Розподіл населення за рідною мовою за даними перепису 2001 року:
| Мова       | Відсоток |
| ---------- | -------- |
| українська | 95,71 %  |
| російська  | 4,29 %   |